# インスピレーション火星財団
インスピレーション火星財団（英語: Inspiration Mars Foundation）は、デニス・チトーよって設立されたが、その後、廃止されたアメリカの非営利団体。2013年に2018年1月に火星をフライバイするための有人ミッションを開始することを提案した。または、2018年に最初のシノディックの機会を逃した場合は2021年。
彼らのウェブサイトは、2015年後半までに機能しなくなった。

## 計画
2013年2月27日、インスピレーション火星財団は、ナショナルプレスクラブで記者会見を開催した。彼らは、宇宙ハードウェアを調達し、ビークルサービスを開始し、2人の夫婦を乗組員として選択する計画を発表し、2018年に火星へのミッションを開始するため、発射に必要な資金を調達すると、デニス・チトーは、運営の最初の数年間、財団に1億ドルの資金を提供すると述べた。 
しかし、2013年の会議で、デニスチトーは、NASAからの投資とNASA宇宙船の使用なしには、彼の計画は不可能であると認めた。しかし、NASAはパートナーになる用意はなかった。

## 提案されたミッション軌道

おおよそのインスピレーション火星の軌道（縮尺どおりではありません）

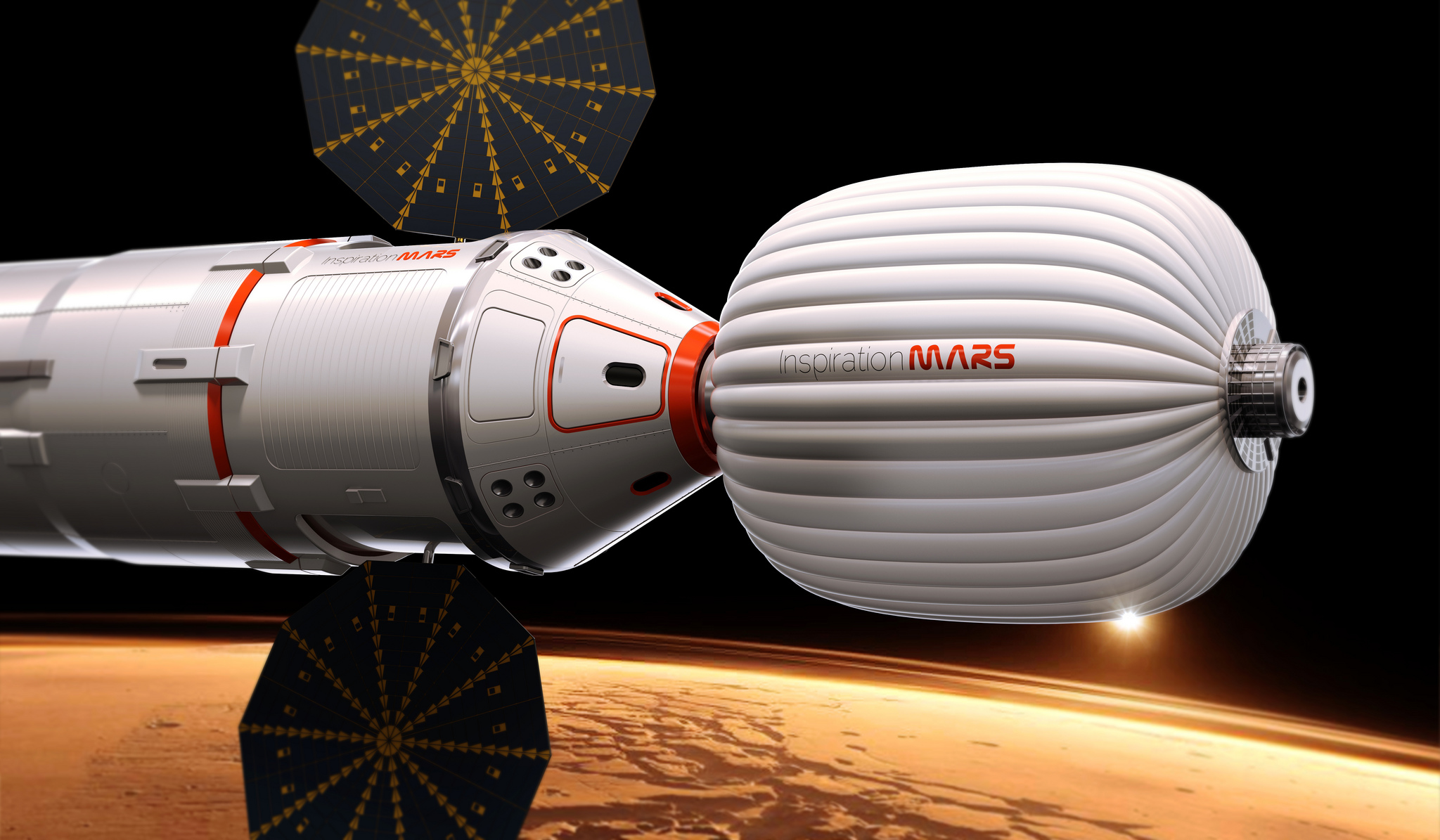
火星のカプセルとハブのインスピレーション（アーティストの概念）

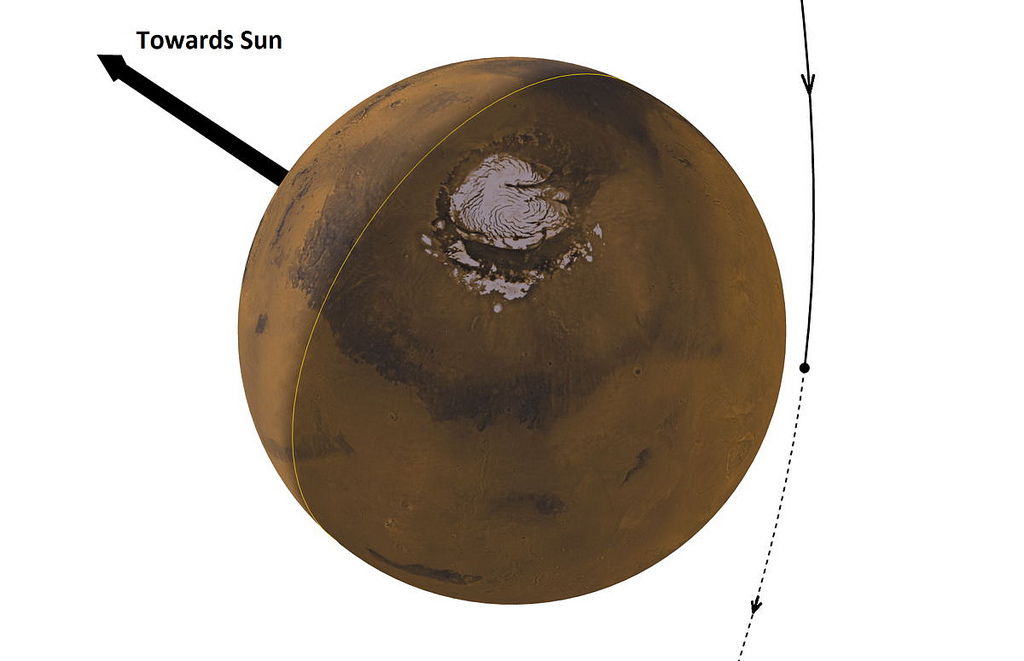
インスピレーション火星近日点。

宇宙船が火星に飛んで地球に戻るために可能な限り最小量の推進剤を使用できるようにするための自由帰還軌道を提案した。彼らは、2018年1月の打ち上げでは、火星に旅行し、501日で地球に戻るというまれな軌道機会を提供したと述べた。
彼らが述べたバックアップ計画には、2021年に始まる任務が含まれていたが、88日長くなる。金星と火星の両方のフライバイが必要になると述べた。飛行は金星の表面から800キロメートル以内に宇宙船を連れて行き、火星への旅行をスピードアップするため、惑星を使用して重量アシストを行う。